# Ларс Бйорн
Ларс Бйорн (швед. Lars Björn; 16 грудня 1931, Стокгольм — 15 серпня 2024) — шведський хокеїст, що грав на позиції захисника. Грав за збірну команду Швеції.

## Ігрова кар'єра
Професійну хокейну кар'єру розпочав 1949 року.
Усю професійну клубну ігрову кар'єру, що тривала 18 років, провів, захищаючи кольори команди «Юргорден». У складі «Юргордена» 9-разовий чемпіон Швеції.
Виступав за збірну Швеції у складі якої він провів 217 матчів, та став двічі чемпіоном світу ще двічі здобув бронзові нагороди у 1952 також в його активі бронзова медаль Олімпіади.

## Нагороди та досягнення
- Чемпіон Швеції в складі «Юргорден» — 1950, 1954, 1955, 1958, 1959, 1960, 1961, 1962, 1963.
- Найкращий захисник чемпіонату світу — 1954.

## Інше
Він є прадідом гравця НХЛ випускника Корнельського університету, Дугласа Мюррея, який захищав кольори команд «Сан-Хосе Шаркс», «Піттсбург Пінгвінс» та «Монреаль Канадієнс».